# Leucosarcia melanoleuca
La paloma wonga (Leucosarcia melanoleuca) es una especie de ave columbiforme de la familia Columbidae autóctona de las selvas y bosques de eucaliptos de Australia. Es la única representante de su género Leucosarcia. No se conocen subespecies.